# FHS
FHS (англ. Filesystem Hierarchy Standard, «стандарт иерархии файловой системы») — стандарт, унифицирующий местонахождение файлов и каталогов с общим назначением в файловой системе ОС Linux. На данный момент большинство UNIX-подобных систем в той или иной степени следует этим правилам. Например, обычная база данных о пользователях всегда хранится в файле /etc/passwd.
FHS разрабатывает и публикует организация Linux Foundation.
Актуальная версия стандарта — 3.0, она анонсирована 3 июня 2015 года.
Для получения справки об используемой в ОС системе каталогов иногда существует команда hier либо man hier.

## История
Процесс разработки стандарта иерархии файловой системы начался в августе 1993 года с попыток упорядочить структуру каталогов и файлов в операционной системе GNU/Linux.
14 февраля 1994 года Linux-активистами, координатором которых стал Дэниел Куинлан (англ. Daniel Quinlan), был выпущен FSSTND (акроним словосочетания Filesystem Standard), стандарт файловой системы, специфичной для GNU/Linux. Последующие версии были выпущены 9 октября 1994 года и 28 марта 1995 года.
В начале 1996 года сообщество разработчиков BSD присоединилось к разработке новой версии FSSTND с целью разработать стандарт, пригодный для всех UNIX-подобных операционных систем. Имя стандарта при этом было изменено на Filesystem Hierarchy Standard (FHS).

## Основные сведения
FHS поддерживается Free Standards Group — некоммерческой организацией, в составе которой находятся крупные разработчики программного и аппаратного обеспечения, такие как HP, Red Hat, IBM и Dell. Однако основная часть разработчиков дистрибутивов, включая и тех, кто входит в состав Free Standards Group, не следует стандарту полностью. В частности, пути, специально созданные группой, такие как /srv, практически нигде не используются. Некоторые Linux-системы отвергают FHS и следуют своему собственному стандарту, как, например, GoboLinux.
Так как FHS начиналась как инициатива Linux-сообщества, другие UNIX и UNIX-подобные операционные системы полностью игнорируют её в пользу своих собственных систем, которые иногда распространены довольно широко. Например, Mac OS X использует такие имена, как /Library/, /Applications/ и /Users/ вместе с традиционными именами UNIX-иерархии.

## Структура каталогов
В FHS все файлы и каталоги находятся внутри корневого каталога, даже если они расположены на различных физических носителях. Однако некоторые из каталогов могут присутствовать только в случае, если установлено определённое программное обеспечение, такое как, например, X Window System.
Большая часть этих каталогов существует во всех UNIX-подобных операционных системах, в том числе BSD и MacOS и используется похожим образом.
| Каталог         | Описание |
| --------------- | --- |
| /               | Корневой каталог, содержащий всю файловую иерархию. |
| /bin            | Основные утилиты, необходимые как в однопользовательском режиме, так и при обычной работе всем пользователям (например: cat, ls, cp). |
| /boot           | Загрузочные файлы (в том числе файлы загрузчика, ядро, initrd, System.map). Часто выносится на отдельный раздел. |
| /dev            | Основные файлы устройств (например, /dev/null, /dev/zero). |
| /etc            | Общесистемные конфигурационные файлы (имя происходит от лат. et cetera). |
| /etc/opt        | Файлы конфигурации для /opt. |
| /etc/X11        | Файлы конфигурации X Window System версии 11. |
| /etc/sgml       | Конфигурационные файлы SGML. |
| /etc/xml        | Конфигурационные файлы XML. |
| /home           | Содержит домашние каталоги пользователей, которые в свою очередь содержат персональные настройки и данные пользователя. Часто размещается на отдельном разделе. |
| /lib            | Каталог для статических и динамических библиотек, необходимых для запуска программ, находящихся в директориях /bin и /sbin, с такими именами файлов библиотеки как: ld* или lib*.so.* |
| /media          | Точки монтирования для сменных носителей, таких как CD-ROM, DVD-ROM (впервые описано в FHS-2.3). |
| /mnt            | Содержит временно монтируемые файловые системы. |
| /opt            | Дополнительное программное обеспечение. |
| /proc           | Виртуальная файловая система, представляющая состояние ядра операционной системы и запущенных процессов в виде файлов. |
| /root           | Домашний каталог пользователя root. |
| /run            | Информация о системе с момента её загрузки, в том числе данные, необходимые для работы демонов (pid-файлы, UNIX-сокеты и т. д.). |
| /sbin           | Основные системные программы для администрирования и настройки системы, например, init, iptables, ifconfig. |
| /srv            | Данные для сервисов, предоставляемых системой (например, www или ftp). |
| /sys            | Содержит информацию об устройствах, драйверах, а также некоторых свойствах ядра. |
| /tmp            | Временные файлы (см. также /var/tmp). |
| /usr            | Вторичная иерархия файловой системы, доступная пользователям только для чтения и предназначенная для хранения пользовательских программ и данных. Она содержит большинство пользовательских приложений и утилит, используемых в многопользовательском режиме, может быть смонтирована по сети только для чтения и быть общей для нескольких машин. |
| /usr/bin        | Дополнительные программы для всех пользователей, не являющиеся необходимыми в однопользовательском режиме. |
| /usr/include    | Стандартные заголовочные файлы. |
| /usr/lib        | Библиотеки для программ, находящихся в /usr/bin и /usr/sbin. |
| /usr/local      | Третичная иерархия файловой системы, предназначена для специфичных для конкретного хоста данных. Обычно /usr/local содержит подкаталоги bin, lib, share. |
| /usr/sbin       | Дополнительные системные программы (такие как демоны различных сетевых сервисов). |
| /usr/share      | Архитектурно-независимые общие данные. |
| /usr/src        | Исходные коды (например, здесь располагаются исходные коды ядра). |
| /var            | Изменяемые файлы, такие как файлы регистрации, временные почтовые файлы, файлы спулеров. |
| /var/cache      | Кэш приложений. Такие данные генерируются локально в результате ресурсозатратных вычислений или операций ввода-вывода. Приложение обязано уметь регенерировать эти данные. Данные файлы могут быть удалены без потери данных. |
| /var/lib        | Информация о состоянии. Постоянные данные, изменяемые программами в процессе работы (например, базы данных, метаданные пакетного менеджера и др.). |
| /var/lock       | Файлы блокировки, указывающие на занятость некоторого ресурса. |
| /var/log        | Различные файлы регистрации. |
| /var/mail       | Почтовые ящики пользователей. |
| /var/run        | Каталог для хранения информации о системе с момента её загрузки, в 3 версии FHS указан как устаревший. В FHS 3.0 допускается делать /var/run символической ссылкой на /run. Этот каталог оставлен для обратной совместимости с программами, которые всё ещё используют каталог /var/run.                                                           |
| /var/spool      | Задачи, ожидающие обработки (например, очереди печати, непрочитанные или неотправленные письма). |
| /var/spool/mail | Местоположение пользовательских почтовых ящиков (устаревшее). |
| /var/tmp        | Временные файлы, которые должны быть сохранены между перезагрузками. |

### Разделение на системные и пользовательские каталоги
Разделение на системные (например, /etc, /bin) и пользовательские каталоги необходимо для следующих целей:
- Упрощение резервного копирования. Системные файлы обычно просто установлены с дистрибутива и наибольшую ценность представляют личные файлы пользователя.
- Безопасность. Обычно пользователь имеет доступ на запись только в домашний каталог, так что в случае запуска «червя» он не сможет заразить системные файлы.
- Совместный доступ из разных ОС:
  - можно установить несколько систем на один компьютер, назначив им один домашний надкаталог;
  - можно хранить системные файлы на отдельном сервере, а на тонком клиенте хранить только каталог /home;
  - можно обеспечить сотруднику доступ с любого компьютера фирмы, разместив каталог /home на сервере с домашними каталогами всех сотрудников.

Домашний каталог суперпользователя (root) находится в /root, а не в /home/root, так как учётная запись суперпользователя предназначена исключительно для администрирования операционной системы. Это помогает повысить надёжность системы: /root обычно располагается на том же разделе, где и система, что позволяет производить обслуживание и настройку операционной системы, смонтировав лишь корневой раздел.

## Комментарии
1. ↑  Исторически и строго следуя стандарту, /usr/local является хранилищем данных, которые должны храниться на локальном хосте в противоположность /usr, которая может монтироваться по сети. Однако обычно /usr редко монтируется удалённо, а /usr/local чаще используется для установки программного обеспечения и данных, которые не являются частью дистрибутива Linux (в этом случае /usr должен содержать программы и данные только из стандартного дистрибутива). Возможно, в будущем стандарт FHS будет изменён для отражения этой устоявшейся практики.